# Guarino din Verona
Guarino Veronese sau Guarino da Verona (n. 1374, Verona, Italia – d. 4 decembrie 1460, Ferrara, Statele Papale) a fost o figură timpurie în Renașterea italiană.
S-a născut la Verona, iar mai târziu a studiat greaca la Constantinopol, timp de cinci ani fiind elevul lui Manuel Chrysoloras. Era de asemenea, un elev de-al lui Ioan de Ravenna. 
Când și-a propus să se întoarcă acasă din Bizanț avea cu el două exemplare de manuscrise prețioase grecești pentru care depusese mari eforturi să le adune. Se spune că pierderea uneia dintre acestea în timpul naufragiului i-a provocat o suferință atât de mare, încât părul i s-a făcut gri într-o singură noapte. La sosirea înapoi în Italia, și-a câștigat existența ca profesor de greacă, mai întâi la Verona și apoi la Veneția și Florența. În 1436, a devenit profesor de greacă la Ferrara prin patronajul lui Leonello, marchizul de Este. Metoda sa de instruire era renumită și a atras mulți studenți din Italia și din restul Europei, până în Anglia. Mulți dintre ei, în special Vittorino da Feltre, ulterior au devenit savanți cunoscuți și, așa cum avea să facă Vittorino mai târziu, el va sprijini studenții săraci din propriile fonduri. Din 1438 traducea pentru greci la conciliile din Ferrara și Florența. A fost influențat în special de filosoful Gemistus Pletho. A murit la Ferrara în 1460.
Principalele sale lucrări sunt traduceri ale lui Strabon și ale unora dintre Viețile lui Plutarh, un compendiu al gramaticii grecești a lui Chrysoloras și o serie de comentarii despre Persius, Marțial, Satirele lui Iuvenal și despre unele dintre scrierile lui Aristotel și Cicero. I se atribuie și aspectul Studiolo-ului din Palazzo Belfiore.